# مجله مدام
مجلهٔ مدام یک دوماهنامهٔ فارسی‌زبان در حوزهٔ ادبیات داستانی است که از سال ۱۴۰۳ خورشیدی (۲۰۲۴ میلادی) منتشر می‌شود. این مجله به موضوعات انسانی و اجتماعی از دریچهٔ روایت و داستان می‌پردازد و هر شمارهٔ آن به یک موضوع محوری اختصاص دارد.

## پیشینه
مدام در سال ۱۴۰۳ توسط گروهی از نویسندگان تأسیس شد. بنابر اطلاعات منتشرشده در وب‌سایت رسمی مجله، این نشریه به‌صورت تمام‌رنگی و با فرمت دوماهنامه منتشر می‌شود و هر شمارهٔ آن حول یک مضمون مشخص سامان می‌یابد.
از جمله موضوع‌های شماره‌های پیشین می‌توان به «کتاب»، «سفر»، «جنگ»، «خواب»، «جشن»، «رفاقت» و «وطن» اشاره کرد. برای رونمایی از هر شماره، یک رویداد فرهنگی در تهران و یکی از شهرستان‌ها برگزار می‌شود که در آن برخی از نویسندگان و اعضای تحریریه حضور دارند. برخی شماره‌ها نیز به چاپ دوم و سوم رسیده‌اند.

## ساختار محتوایی
مطابق وب‌سایت مجله، هر شماره از مدام شامل داستان‌های کوتاه، روایت‌های مستند، جُستارها و مموآرهایی است که حول محور موضوع آن شماره تنظیم شده‌اند.

### بخش واقعیت
بخش «واقعیت» شامل آثاری بر پایهٔ تجربه‌های زیسته است که موضوعات روزمرهٔ انسانی را با نگاهی تأمل‌برانگیز روایت می‌کند. در این بخش، نویسندگان به شیوهٔ جستار، خاطره‌نگاری یا روایت مستند، تجربه‌های خود را بازتاب می‌دهند.

### بخش خیال
در بخش «خیال»، آثاری با رویکرد داستانی منتشر می‌شود. تمرکز این بخش بر داستان‌های کوتاه است که مرزهای واقعیت را کنار می‌زنند و به تجربه‌های خیالی می‌پردازند.

## هیئت تحریریه
بر اساس معرفی منتشرشده در وب‌سایت رسمی مجله، اعضای هیئت تحریریهٔ مدام عبارت‌اند از:
- محمدرضا جوان‌آراسته – صاحب‌امتیاز و مدیر مسئول
- سیداحمد بطحایی – جانشین مدیر مسئول
- مصطفا جواهری – سردبیر
- محمد صمدی– مدیر هنری
- آسیه طاهری – دبیر تحریریه
- مهری رحیم‌زاده – دبیر عکس
- شیوا مقانلو – دبیر ترجمه
- مریم حسینی – ویراستار

## نویسندگان مجله
به‌نوشتهٔ بخش «دربارهٔ ما» در وب‌سایت مجله، مدام با نویسندگان شناخته‌شدهٔ ایرانی و خارجی همکاری دارد. از جمله کسانی که آثار آن‌ها در این مجله منتشر شده‌است، می‌توان به این افراد اشاره کرد:
- یاسین حجازی
- منصور ضابطیان
- احسان عبدی‌پور
- زهرا کاردانی
- حنانه سلطانی
- معصومه امیرزاده
- رضا زنگی‌آبادی
- بهرام عظیمی
- رامبد خانلری
- مهدی ربی
- مجید قیصری
- سید احمد مدقق
- بهاءالدین مرشدی
- اگنس کالارد     (Agnes Callard)
- لوئیجی پیراندللو     (Luigi Pirandello)
- آلبرتو مانگوئل     (Alberto Manguel)
- دن براتزل

## فراخوان آثار
مجلهٔ مدام در فاصلهٔ انتشار هر شماره، فراخوان موضوعی منتشر می‌کند و از نویسندگان دعوت می‌کند تا آثار خود را به نشانی ایمیل مجله ارسال کنند. این آثار پس از بررسی هیئت تحریریه انتخاب و منتشر می‌شوند.

## دسترسی
نسخهٔ چاپی مجله از طریق کتاب‌فروشی‌ها و  وب‌سایت رسمی مجله مدام   در دسترس است. نسخهٔ الکترونیکی مجله نیز از طریق  م در اپلیکیشن طاقچه  برای مخاطبان داخل و خارج از ایران قابل تهیه است.